# Jess Wade

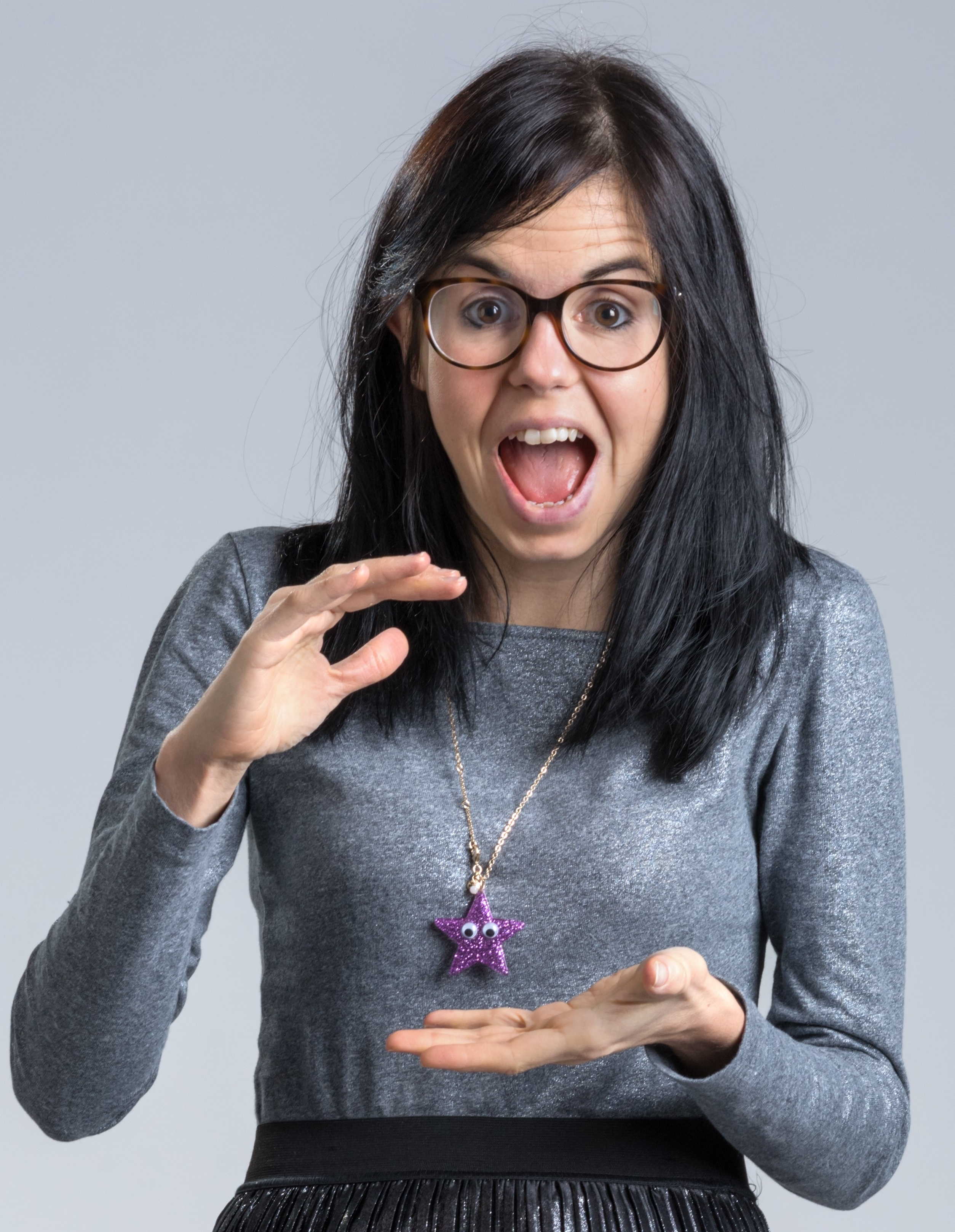
Jess Wade (2017)

Jessica „Jess“ Alice Feinmann Wade (* 1988 in Manchester) ist eine britische Physikerin. Sie ist Wissenschaftlerin im Blackett Laboratory am Imperial College London. Wade engagiert sich für mehr Frauen in Ingenieurs- und Naturwissenschaften und gegen Sexismus in den Naturwissenschaften. Für ihr Engagement für Geschlechtergerechtigkeit in der Wissenschaft verlieh ihr die britische Königin Elisabeth II. 2019 die British-Empire-Medaille.

## Leben und Wirken
Wade wurde an der South Hampstead High School ausgebildet und erhielt dort ihren Abschluss 2007. Danach absolvierte sie einen Grundkurs in Kunst und Design am Chelsea College of Art and Design und schloss 2012 den Master of Science (MSCI) in Physik am Imperial College London ab. Sie setzte ihre Karriere beim Imperial fort und promovierte 2016 in Physik. Ihre Doktorarbeit befasste sich mit Nanometrologie in organischen Halbleitern. Jess Wade untersucht bei ihren Forschungen polymerbasierte Leuchtdioden.
Jess Wade engagiert sich für Kampagnen, die Frauen für die Ingenieurs- und Naturwissenschaften begeistern wollen, darunter die Kampagne WISE und das Netzwerk Stemettes. In dem vom Außenministerium der USA begründeten Austauschprogramm Hidden No More für Frauen mit technischer oder naturwissenschaftlicher Ausbildung in Leitungspositionen, repräsentierte sie das Vereinigte Königreich. Wade hat das Ziel, dass Frauen, die Herausragendes leisten, die verdiente Aufmerksamkeit erhalten, um so Vorbilder für die Wissenschaftlerinnen und Ingenieurinnen der Zukunft zu schaffen.
Nach der Lektüre von Angela Sainis 2017 erschienenem Buch Inferior. How Science Got Women Wrong hat sie 2018 mehr als 400 englischsprachige Biografien über bedeutende Frauen in der englischsprachigen Wikipedia und bis Ende 2020 etwa 1200 themenverwandte Artikel geschrieben, darunter den der Computerwissenschaftlerin Laura Waller, der Blockchain-Spezialistin Misty Blowers, der Professorin für biomedizinisches Ingenieurswesen Elizabeth Hillman und der Dermatologin Tayyaba Hasan sowie Amy Parish, die nachgewiesen hat, dass Bonobos im Matriarchat leben. Zu ihrer Motivation bezüglich der unterdessen „etwa 2100“ Wikipedia-Einträge äußerte Wade im Tagesspiegel-Interview vom 7. März 2024, sie wolle eine neue Generation von Wissenschaftlerinnen und Wissenschaftlern inspirieren. „Mit einem Wikipedia-Artikel bekommen Personen mehr Sichtbarkeit und erhalten dadurch auch mehr Anerkennung für ihre Arbeit.“ Wades Einsatz dafür, das Missverhältnis zwischen männlichen und weiblichen Biographien in der Wikipedia zu überwinden, löste ein breites Medienecho aus. Dabei gehe es ihr neben der Quantität auch um die Qualität. Gegenüber ORF.at verwies sie darauf, dass sich Marie Curie lange Zeit einen Eintrag mit ihrem Mann Pierre Curie teilen musste. Damit jede Schulbücherei in Großbritannien eine Ausgabe von Angela Sainis Buch führen kann, hat Wade 20.000 Pfund Sterling gesammelt.
Im September 2018 hielt sie einen Vortrag bei einem Workshop am Forschungszentrum CERN, bei dem es um Chancengleichheit unter weiblichen und männlichen Forschern in der Teilchenphysik ging. Sie kritisierte anschließend auf Twitter und in einem Artikel im New Scientist den ebenfalls vertretenen Physiker Alessandro Strumia, der sich diffamierend über Frauen geäußert hatte und daraufhin suspendiert wurde.

## Auszeichnungen
- 2016: Jocelyn Bell Burnell Medal and Prize des Institute of Physics[5]
- 2017: Robert Perrin Award for Materials Science des Institute of Materials, Minerals and Mining[18]
- 2017: Julia Higgins Medal des Imperial College London[19][20]
- 2018: Daphne Jackson Medal and Prize des Institute of Physics[21]
- 2018: Honorable Mention als Wikimedian of the Year[22]
- 2018: Für ihr Engagement wurde sie von der Zeitschrift Nature in die Liste Nature’s 10 – Ten people who mattered this year. auf Platz vier aufgenommen[11]
- 2019: British-Empire-Medaille „Für Verdienste um Geschlechtervielfalt in der Wissenschaft“[23]
- 2019: Leadership Award for Societal Engagement des Imperial College London.[24]
- 2024: Rosalind Franklin Award der Royal Society.[25]

## Veröffentlichungen
- Nanometrology for Controlling and Probing Organic Semiconductors and Devices. Dissertation. London: Imperial College London, 2016.
- Mit Melissa Castrillón (Illustrationen): Nano. The Spectacular Science of the Very (Very) Small. Walker Books, London 2021, ISBN 978-1-4063-8492-5.